# Silene otites
Silene otites — вид рослин з родини гвоздикових (Caryophyllaceae); поширений у Європі від Іспанії до Молдови й Естонії, й у Західній Азії.

## Опис
Дворічна або багаторічна зазвичай дводомна рослина з видимими не залозистими волосками. Стебло злегка дерев'янисте, випростане, 20–80 см, просте або гіллясте, липке вгорі. Нижнє листя зближуються в розетці, лопатоподібне, яйцеподібне або обернено-ланцетоподібне; стеблове листя обернено-ланцетоподібне. Квітки розміщені в складних волотях. Жіночі квіти без явних зачаткових тичинок. Чашечка 3.5–6 мм, гола. Пелюстки зазвичай ± цілі, блідо-зеленуваті або жовтуваті. Коробочка яйцеподібна. Насіння ниркоподібне, дрібне. 2n = 24.
Період цвітіння: травень — серпень.

## Поширення
Поширений у Європі від Іспанії до Молдови й Естонії, й у Західній Азії; інтродукований до Сіньцзяну. Населяє посушливі схили, та піщані місця.
В Україні (як Otites cuneifolius Raf.) вид росте в західній частині України (Тернопільська, Рівненська області).